# Saud Abdulhamid
Saud Abdulhamid (ur. 18 lipca 1999 w Dżuddzie) – saudyjski piłkarz, występujący na pozycji obrońcy we włoskim klubie AS Roma oraz w reprezentacji Arabii Saudyjskiej Uczestnik Mistrzostw Świata 2022 oraz Pucharu Azji 2023.

## Statystyki

### Klubowe
Na podstawie:
| Klub            | Sezonów | Liga                      | Liga  | Liga   | Puchar krajowy | Puchar krajowy | Kontynentalne | Kontynentalne | Suma  | Suma   |
| Klub            | Sezonów | Liga                      | Mecze | Bramki | Mecze          | Bramki         | Mecze         | Bramki        | Mecze | Bramki |
| --------------- | ------- | ------------------------- | ----- | ------ | -------------- | -------------- | ------------- | ------------- | ----- | ------ |
| Al-Ittihad Club | 4       | Saudi Professional League | 75    | 2      | 8              | 0              | 6             | 0             | 82    | 18     |
| Al-Hilal        | 3       | Saudi Professional League | 48    | 1      | 8              | 0              | 17            | 0             | 57    | 11     |
|                 | Łącznie | Łącznie                   | 113   | 3      | 16             | 0              | 23            | 0             | 152   | 3      |

### Reprezentacyjne
Na podstawie:
| Rozgrywki                     | Faza    | M  | Gol | Żółta kartka | Czerwona kartka |
| ----------------------------- | ------- | -- | --- | ------------ | --------------- |
| Mecze towarzyskie             | –       | 12 | 1   | 6            | 0               |
| Eliminacje MŚ 2022            | Grupa 4 | 2  | 0   | 1            | 0               |
| Eliminacje MŚ 2022            | Grupa B | 5  | 0   | 0            | 0               |
| Puchar Narodów Arabskich 2021 | Grupa C | 3  | 0   | 2            | 0               |
| MŚ 2022                       | Grupa A | 3  | 0   | 1            | 0               |

## Sukcesy
Na podstawie:

### Klubowe
Z Al-Hilal:
- Mistrz Arabii Saudyjskiej 2021/22
- Puchar Arabii Saudyjskiej 2022/23

### Reprezentacyjne
- Mistrz Azji U-23 2022